# Box of Flix
Box of Flix – wydany w 1991 roku box set dla fanów Queen. W zestawie tym znalazły się dwie wideokasety grupy: Greatest Flix i Greatest Flix II. Dodatkiem do zestawu była ilustrowana książeczka. Na Greatest Flix znalazły się dodatkowo cztery nagrania: 
- „Keep Yourself Alive”
- „Liar”
- „Killer Queen”
- „Now I’m Here”

Ten ostatni utwór został nagrany podczas koncertu grupy w Rainbow Theatre w Londynie w 1974.